# Almindelig giftsumak
Almindelig Giftsumak (Toxicodendron radicans) er den "giftige efeu" eller "giftige vedbend", som dækker skovbunden og kryber op ad stammerne i mange af løvskovene i det østlige USA og Canada. Planten er så giftig, at en let berøring kan give alvorlige, brandsårsagtige hudskader.
Tidligere hed arten: Rhus toxicodendron. Engelsk: Poison Ivy.

## Eksterne links
- Poison Ivy: Rash, Treatment & Pictures. Livescience

- Wikimedia Commons har flere filer relateret til Almindelig giftsumak

| Botanik | Spire Denne botanikartikel er en spire som bør udbygges. Du er velkommen til at hjælpe Wikipedia ved at udvide den. |